# Chernel Kálmán
Chernelházi Chernel Kálmán  György Ferenc (Kőszeg, 1822. április 6. – Kőszeg, 1891. április 21.) földbirtokos, ügyvéd, megyei aljegyző, helytörténész, természetbúvár, árvaszéki helyettes elnök,  Chernel István ornitológus apja.

## Élete
Az ősrégi nemesi chernelházi Chernel család sarja. Apja chernelházi Chernel Ferenc (1778-1864) főszolgabíró, kerületi táblabíró, anyja rátki és salamonfai Barthodeiszky Terézia (1788-1877) úrnő volt. A kőszegi gimnáziumban tanult; a bölcseleti osztályokat Szombathelyen, a jogot a Pozsonyi Királyi Jogakadémián végezte. Az ügyvédi vizsgát az 1843–1844. országgyűlés alatt tette le. Sopron vármegyében mint tiszteletbeli, majd mint valóságos aljegyző dolgozott. 1848-ban a szabadságharc őt is fegyverre szólította; a fegyverletétel után hivatalt nem vállalt, hanem idejét természetrajzi és történelmi tanulmányokra fordította. Kőszeg városa díszpolgárává választotta, emellett ő volt az árvaszék helyettes elnöke, a kőszegi kisdedóvónak és a szegény diákok egyletének elnöke, valamint a takarékpénztár alelnöke is. A Magyar Történelmi Társulat alapító tagja, a porosz és a bajor királyi kertészeti egyletek levelező tagja volt.
A kőszegi városi temetőben nyugszik, sírhelyét a Nemzeti Emlékhely és Kegyeleti Bizottság „A” kategóriában a Nemzeti Sírkert részévé nyilvánította.
Írói álneve: Algernon.

## Házassága és gyermeke
1861. október 1.-én Kőszegen vette el gróf tolnai Festetics Mária (1835-1910) kisasszonyt, akinek a szülei gróf tolnai Festetics István (1798-1835), földbirtokos és chernelházi Chernel Sarolta (†1850) voltak. Chernel Kálmán és gróf Festetics Mária házasságákból született:
- chernelházi Chernel István Dezső Ákos Elek (Kőszeg, 1865. május 31. – Kőszeg, 1922. február 21.), ornitológus, a magyar királyi madártani intézet főnöke, miniszteri tanácsos, Sopron vármegye törvényhatósági bizottságnak a tagja.
- chernelházi Chernel Sarolta (Kőszeg, 1868. március 4. – Kőszeg, 1953. január 7.) Férje: báró Miske Kálmán (Bodajk, 1860. november 25. – Kőszeg, 1943. március 15.) régész, muzeológus, az 1908-ban megnyílt Vasvármegyei Múzeum egyik alapítója, a múzeum Régiség Tárának vezetője, majd 1912 és 1943 között igazgatója.

## Munkái
Fő műve: Kőszeg sz. kir. város jelene és multja. Szombathely, 1878. Két rész. (Ism. Századok 1879. Thaly K.) REAL-EOD
Igen sok irodalmi jegyzetet hagyott maga után, a többi közt emlékiratait is hat kötetben.
Irodalmilag a Honművész és Regélőben (1839), Rajzolatokban, Társalkodóban és Pesti Divatlapban közölt egyleti, társadalmi s más vegyes tudósításokat. Jegyzősködése idejében a Pesti Hirlapot és Kossuth Hirlapját látta el közleményekkel Sopron megye közigazgatási életéről. Az 1850-es években Bérczy Károly Vadász- és Versenylapjában (1858, 1860, 1862–64) és a Hazai s Külföldi Vadász-rajzokban (1860) ismertető vadászcikkeket és rajzokat írt; a Vasárnapi Ujságban (1863–64 1866 1884) történeti cikkeket közölt. A bajor- és poroszországi kertészeti lapokba is írt – többek közt Die Geschichte der Gartenkunst (1853) címen. Abafi Hazánkjába (1887–88.) az olmützi foglyokról írt. Más lapokban és folyóiratokban:
- Frauendorfer Blätter (1854),
- Isis (1865),
- Gaea (1866),
- Natur (1868),
- Das Ausland (1868),
- Kertészgazda (1868),
- Századok (1869, 1871, 1875–76),
- Magyar Orvosok és Term. Munkálatai (1879),
- Magyar Könyv-Szemle (1882),
- Vasmegyei Lapok (Béry Balogh Ádám támadása Kőszegen 1710-ben, Szelestey László életrajza)

jelentek meg cikkei.
Történelmi értekezéseket írt még az Adatok Zalamegye Történetéhez című munkába és a Vas megye régészeti évkönyvébe; vezércikkeket és tárcákat pedig a Kőszeg és Vidéke című hetilapba, mint például:
- Léka vár és város,
- Visszaemlékezések 1848–49-re (12 tárca),
- Életpályám történetéből (1886, 11 tárca).

## Emlékezete
Róla nevezték el Kőszeg városi könyvtárát.